# Giulio Venticinque
Giulio Venticinque (Roma, 15 novembre 1915 – Aghion, 23 gennaio 1944) è stato un medico, militare e partigiano italiano, decorato con la Medaglia d'oro al valor militare.

## Biografia

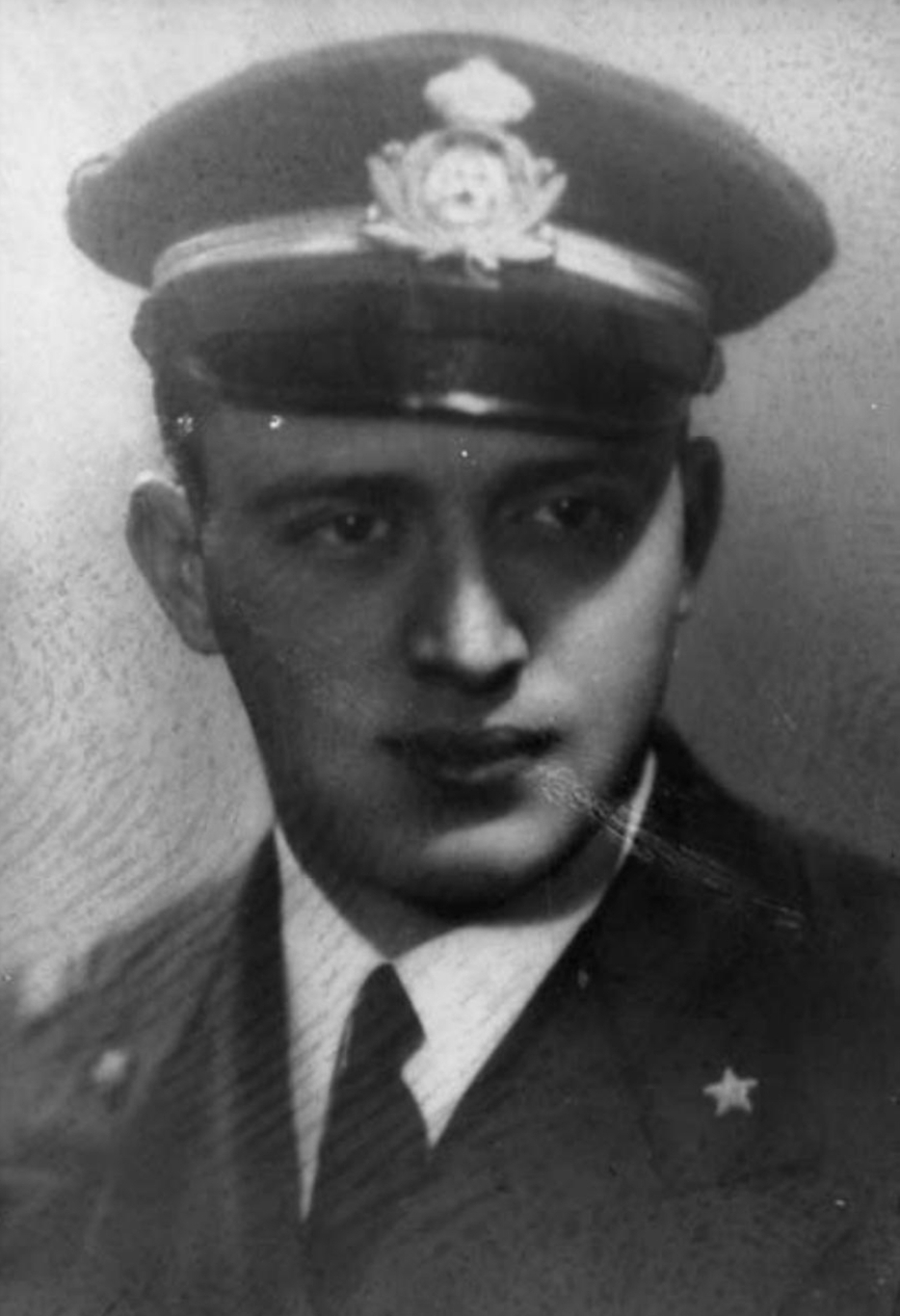
Il tenente medico Giulio Venticinque.

Dopo aver studiato al liceo "Torquato Tasso" di Roma si era laureato nel 1939 in medicina e chirurgia presso l'Università di Roma e lavorava presso la Clinica medica della stessa quando, nel novembre del 1940 fu chiamato in servizio nella Marina militare. Destinato all'infermeria della Marina di Brindisi come sottotenente medico di complemento del Corpo sanitario militare marittimo, fu poi imbarcato sulla nave ospedale Gradisca.
L'8 settembre 1943 il giovane medico, che nel frattempo aveva conseguito la promozione a tenente, era ancora in forza alla Gradisca che in quel momento si stava dirigendo a Patrasso, in Grecia. Quando la nave fu presa dai tedeschi, che poi ne internarono l'intero equipaggio in Germania, Venticinque riuscì a sottrarsi alla cattura. Dopo aver a lungo girovagato nella macchia del Peloponneso, riuscì ad aggregarsi a una formazione di partigiani greci presso i quali prestò la sua opera di medico, acquistandosi in pochi mesi grande stima e fiducia tra la popolazione del luogo.
Catturato in seguito a delazione, mantenne un comportamento esemplare ricusando ogni forma di collaborazione con i nazisti e rifiutando di dare informazioni sui compagni, benché sottoposto a maltrattamenti e torture. Condannato poi a morte per impiccagione, affrontò la prova suprema con serena calma – come ricorda la motivazione del conferimento della Medaglia d'oro al valor militare alla memoria – suscitando ammirazione fra la popolazione di Aghion (Peloponneso) dove il suo martirio ebbe luogo.

## Ricordo
A Giulio Venticinque è intitolato il Centro Ospedaliero Militare di Taranto e una strada di Roma, nel quartiere Trionfale.